# Zak Ibsen
Zak Ibsen (Santa Clara, 2 giugno 1972) è un ex calciatore statunitense di ruolo difensore.

## Carriera
Ibsen comincia a giocare in Germania con il Bochum II, il Saarbrücken ed il Rot-Weiß Erfurt militandoci complessivamente per due stagioni (1992-1993). Dopo aver militato brevemente nel N.E. Revolution e nel Dallas Burn, nel 1998 passa al Chicago Fire con cui disputa l'unica stagione, giocando complessivamente 34 partite tra campionato e coppa nazionale, conquistando entrambi i titoli con la squadra. Successivamente si accasa al LA Galaxy con cui gioca 59 partite e poi con il S.J. Earthquakes nel 2001, con cui disputa due stagioni e collezionando 48 presenze.

### Nazionale
Tra il 1992 ed il 1996 viene convocato diverse volte dalla nazionale con cui gioca undici amichevoli. Esordisce il 12 febbraio contro la Costa Rica giocando la partita da titolare.

## Statistiche
Statistiche aggiornate al 17 novembre 2001.
| Stagione                    | Squadra                     | Campionato                  | Campionato | Campionato | Coppe nazionali | Coppe nazionali | Coppe nazionali | Coppe continentali | Coppe continentali | Coppe continentali | Altre coppe | Altre coppe | Altre coppe | Totale | Totale |
| Stagione                    | Squadra                     | Comp                        | Pres       | Reti       | Comp            | Pres            | Reti            | Comp               | Pres               | Reti               | Comp        | Pres        | Reti        | Pres   | Reti   |
| --------------------------- | --------------------------- | --------------------------- | ---------- | ---------- | --------------- | --------------- | --------------- | ------------------ | ------------------ | ------------------ | ----------- | ----------- | ----------- | ------ | ------ |
| apr.-mag. 1996              | N.E. Revolution             | MLS                         | 6          | 0          |                 | -               | -               |                    | -                  |                    |             | -           | -           | 6      | 0      |
| mag.-dic. 1996              | Dallas Burn                 | MLS                         | 19         | 1          | USOC            | 2               | 0               |                    | -                  |                    |             | -           | -           | 21     | 1      |
| 1998                        | Chicago Fire                | MLS                         | 30         | 0          | USOC            | 4               | 0               |                    | -                  |                    |             | -           | -           | 34     | 0      |
| 1999                        | LA Galaxy                   | MLS                         | 27         | 3          | USOC            | 1               | 0               |                    | -                  | .                  |             | -           | -           | 28     | 3      |
| 2000                        | LA Galaxy                   | MLS                         | 31         | 0          |                 | -               | -               |                    | -                  | .                  |             | -           | -           | 31     | 0      |
| Totale Los Angeles Galaxy   | Totale Los Angeles Galaxy   | Totale Los Angeles Galaxy   | 58         | 3          |                 | 1               | 0               |                    | -                  | -                  | -           | -           | -           | 59     | 3      |
| 2001                        | S.J. Earthquakes            | MLS                         | 28         | 2          |                 | -               | -               |                    | -                  | .                  |             | -           | -           | 28     | 2      |
| 2002                        | S.J. Earthquakes            | MLS                         | 20         | 0          |                 | -               | -               |                    | -                  | .                  |             | -           | -           | 20     | 0      |
| Totale San Jose Earthquakes | Totale San Jose Earthquakes | Totale San Jose Earthquakes | 48         | 2          |                 | -               | -               |                    | -                  | -                  | -           | -           | -           | 48     | 2      |
| Totale carriera             | Totale carriera             | Totale carriera             | 161        | 6          |                 | 7               | 0               |                    | -                  | -                  | -           | -           | -           | 167    | 6      |

### Cronologia presenze e reti in nazionale
| Cronologia completa delle presenze e delle reti in nazionale ― Stati Uniti | Cronologia completa delle presenze e delle reti in nazionale ― Stati Uniti | Cronologia completa delle presenze e delle reti in nazionale ― Stati Uniti | Cronologia completa delle presenze e delle reti in nazionale ― Stati Uniti | Cronologia completa delle presenze e delle reti in nazionale ― Stati Uniti | Cronologia completa delle presenze e delle reti in nazionale ― Stati Uniti | Cronologia completa delle presenze e delle reti in nazionale ― Stati Uniti | Cronologia completa delle presenze e delle reti in nazionale ― Stati Uniti |
| Data                                                                       | Città                                                                      | In casa                                                                    | Risultato                                                                  | Ospiti                                                                     | Competizione                                                               | Reti                                                                       | Note                                                                       |
| -------------------------------------------------------------------------- | -------------------------------------------------------------------------- | -------------------------------------------------------------------------- | -------------------------------------------------------------------------- | -------------------------------------------------------------------------- | -------------------------------------------------------------------------- | -------------------------------------------------------------------------- | -------------------------------------------------------------------------- |
| 12-2-1992                                                                  | San Juan de Tibás                                                          | Costa Rica                                                                 | 0 – 0                                                                      | Stati Uniti                                                                | Amichevole                                                                 | -                                                                          |                                                                            |
| 18-2-1992                                                                  | San Salvador                                                               | El Salvador                                                                | 2 – 0                                                                      | Stati Uniti                                                                | Amichevole                                                                 | -                                                                          |                                                                            |
| 26-2-1992                                                                  | Fortaleza                                                                  | Brasile                                                                    | 3 – 0                                                                      | Stati Uniti                                                                | Amichevole                                                                 | -                                                                          | 83’                                                                        |
| 11-3-1992                                                                  | Valladolid                                                                 | Spagna                                                                     | 2 – 0                                                                      | Stati Uniti                                                                | Amichevole                                                                 | -                                                                          | 46’                                                                        |
| 29-4-1992                                                                  | Dublino                                                                    | Irlanda                                                                    | 4 – 1                                                                      | Stati Uniti                                                                | Amichevole                                                                 | -                                                                          | 72’                                                                        |
| 17-5-1992                                                                  | Commerce City                                                              | Stati Uniti                                                                | 0 – 1                                                                      | Scozia                                                                     | Amichevole                                                                 | -                                                                          | 70’                                                                        |
| 13-6-1992                                                                  | Orlando                                                                    | Stati Uniti                                                                | 0 – 1                                                                      | Australia                                                                  | Amichevole                                                                 | -                                                                          | 66’                                                                        |
| 19-11-1994                                                                 | Port of Spain                                                              | Trinidad e Tobago                                                          | 1 – 0                                                                      | Stati Uniti                                                                | Amichevole                                                                 | -                                                                          | 46’                                                                        |
| 22-3-1995                                                                  | Dallas                                                                     | Stati Uniti                                                                | 2 – 2                                                                      | Uruguay                                                                    | Amichevole                                                                 | -                                                                          | 46’                                                                        |
| 22-4-1995                                                                  | Bruxelles                                                                  | Belgio                                                                     | 1 – 0                                                                      | Stati Uniti                                                                | Amichevole                                                                 | -                                                                          |                                                                            |
| 16-10-1996                                                                 | Lima                                                                       | Perù                                                                       | 4 – 1                                                                      | Stati Uniti                                                                | Amichevole                                                                 | -                                                                          |                                                                            |
| Totale                                                                     |                                                                            | Presenze                                                                   | 11                                                                         |                                                                            | Reti                                                                       | 0                                                                          |                                                                            |